# Saints Row: The Cooler
Saints Row: The Cooler es un videojuego de lucha cancelado que estaba en desarrollo para Xbox 360 y PlayStation 3. Estaba siendo desarrollado por Heavy Iron Studios en Los Ángeles y fue financiado por THQ.

## Sinopsis
El jugador habría asumido el papel de un portero con el alias de "The Cooler", "abriéndose camino desde los barrios bajos hasta las juntas de clase alta". Se le dio esta etiqueta porque "fue llamado para ENFRIAR situaciones problemáticas".

## Jugabilidad
El título era un brawler ambientado en el universo de Saints Row y, a diferencia del resto de la serie, no era un juego de mundo abierto.
A pesar de que abandonó las tradiciones de itinerancia libre de los juegos anteriores, The Cooler aparentemente ofreció una gran cantidad de actividades para experimentar. Su premisa principal era la lucha controlada por movimiento en varias partes del universo de Saints Row, pero los jugadores también habrían podido competir en torneos de póquer y otros minijuegos diversos.
Ejemplos de sus escenarios arenosos incluyen una serie de bares deteriorados y un matadero. La mayoría de estos se basaron en lugares de las dos primeras entregas de la serie Saints Row, además de algunos entornos originales de invención propia de Heavy Iron. 
Había una opción para personalizar la apariencia y vestimenta del personaje y jugar en cooperativo a través de internet.

## Desarrollo
El trabajo comenzó en el título en marzo de 2010 en el desarrollador Heavy Iron. En sociedad con THQ, la compañía buscó crear el primer juego de Saints Row controlado completamente por movimiento; una estratagema para capitalizar la creciente tendencia de la industria en ese momento.
Inicialmente se planearon dos versiones del juego: un juego de Xbox 360 usando el periférico Kinect de Microsoft y un port para PlayStation 3 con soporte para Playstation Move. La Xbox 360 fue la principal plataforma de desarrollo de The Cooler, ya que el enfoque creativo del equipo estaba muy centrado en Kinect.
Un equipo de alrededor de 40 personas se puso en el proyecto, mientras que el resto del estudio estaba ocupado con otro proyecto centrado en Kinect para Disney llamado E-Ticket.
El grupo responsable de The Cooler trabajó en el proyecto durante un total de seis meses , antes de que THQ interviniera abruptamente y lo cancelara. Según lo verificado por un miembro clave del equipo de desarrollo, se completó aproximadamente en un 60 % en el momento de la rescisión en septiembre de 2010 . Un miembro del equipo de desarrollo citó "preocupaciones de calidad" como el motivo de su cancelación. Originalmente estaba destinado a un lanzamiento a mediados de 2011.
Para el público, el juego nunca recibió un anuncio oficial y cayó en la oscuridad total. Tampoco se mostró nunca a los miembros de la prensa en privado. Los estrictos acuerdos de confidencialidad establecidos por las empresas involucradas impidieron que se descubriera la existencia del juego.
Uno de los antiguos animadores de Heavy Iron nos afirmó que el desarrollador retuvo algunos de los activos del proyecto para otra producción: UFC Personal Trainer: The Ultimate Fitness System. Lanzado en 2011, este juego comenzó a desarrollarse aproximadamente al mismo tiempo que el colapso de The Cooler. Aparentemente, reutilizó y reelaboró parte del marco de control de movimiento desarrollado durante   el trabajo en el título de Saints Row.
Dado el hecho de que la jugabilidad de UFC Personal Trainer se compone de mecánicas de puñetazos, patadas y bloqueos en una perspectiva en primera persona, muy similares a las descritas como parte de The Cooler. Otro aspecto común de cada juego era que ambos requerían Kinect y Playstation Move en sus respectivas plataformas.